# Les Diaboliques
Les Diaboliques és un thriller de l'any 1955 dirigit per Henri-Georges Clouzot i protagonitzat per Simone Signoret i Véra Clouzot.

## Argument
L'Institut Delasalle és un selecte col·legi situat als afores de París. Dirigeix el centre Michel Delasalle (Paul Meurisse), convençut metodista de l'autoritat i la disciplina. De fet, el cruel director té aterrit tothom, incloent-hi la seua esposa Christina (Véra Clouzot), malalta del cor. Delasalle manté relacions amb una de les institutrius, Nicole (Simone Signoret), que l'odia. De comú acord, la muller i l'amant decideixen desempallegar-se'n: el maten i llencen el cadàver a la piscina de l'escola. No obstant això, dies després, quan l'encarregat neteja la piscina, el cadàver de Delasalle no hi és.

## Context històric i artístic
Aquesta pel·lícula és un incontestable clàssic del cinema criminal francès, símil de comèdia fosca i opressiva sobre un assassinat imperfecte, el qual generarà conseqüències imprevisibles. La trama ideada per Henri-Georges Clouzot esdevé en les claustrofòbiques dependències d'un sòrdid internat de la perifèria de París, àmbit d'atmosfera tapiada i gòtica en el qual té lloc el pacte delictiu entre Simone Signoret i Véra Clouzot. Aquestes interpreten, respectivament, la muller i l'amant d'un ignominiós i despòtic director d'escola (Paul Meurisse), al qual maten en complicitat. Precisament destaca la tensa, macabra i impactant seqüència on les dues humiliades fèmines adormen i fiquen dins d'una banyera el detestable director del col·legi fins a ofegar-lo. Tan asfixiant episodi (comparable amb el de la dutxa de Psicosi -i no només ací s'estableixen paral·lelismes entre Alfred Hitchcock i Henri-Georges Clouzot-) fou molt comentat en el seu temps per alguns crítics que assenyalaren una suggerida relació lèsbica entre les dues assassines. Això suscitaria controvèrsies, la pel·lícula seria titllada d'escandalosa i immoral, cosa que va contribuir a un apoteòsic èxit comercial.
En el setè llargmetratge d'una filmografia breu, Clouzot aviva la flama del suspens, entretalla la respiració de l'espectador, explora les parts amagades de la psicologia humana, qüestiona la doble moral burgesa i, encara que escenificant alguns macabres cops d'efecte, confereix realisme a la pel·lícula. Tot això es perdria en les posteriors adaptacions televisives de la novel·la (el 1974 i el 1993). En opinió d'alguns, és especialment mediocre la versió que Jeremiah S. Chechik va realitzar el 1996, aleshores amb Sharon Stone i Isabelle Adjani de protagonistes.

## Frases cèlebres
| « | (...) Això és fals, vostè sap que és absolutament fals. Vostè sap que ell no pot tornar, perquè jo el vaig matar. El vaig matar fa cinc dies, senyor. (Christina Delassalle / Véra Clouzot) | » |

## Curiositats
- Hom diu que Henri-Georges Clouzot va fer servir peix podrit a Véra Clouzot a fi i efecte d'aconseguir una interpretació genuïna de l'actriu durant el rodatge.[2]
- La pel·lícula va guanyar notorietat extra cinc anys més tard quan Véra Clouzot va morir sobtadament d'un atac de cor a l'edat de 46 anys (el seu personatge al film patia de problemes cardíacs).[2]
- L'única música de la pel·lícula té lloc durant els títols de crèdit.[2]
- La pel·lícula defuig la relació lèsbica entre Christina i Nicole, la qual és òbvia a la novel·la original.[2]
- La pel·lícula va suposar la primea aparició com a actor de Johnny Hallyday.[3]